# Птицемлечник нарбоннский
Птицемлечник нарбоннский (лат. Ornithogalum narbonense) — многолетнее травянистое растение семейства спаржевых.
Многолетнее травянистое луковичное растение, высотой обычно от 40 до 60 (80) см. Луковицы 2-4 см в диаметре, от яйцевидной до продолговато-яйцевидной формы. Листья в числе (2) 3-4 (-6), размером 30-50 (-60) х (0,3) 0,6-2 см. Цветоножки 1,5-3 см. Соцветия 25 до 75-цветочные. Лепестки 10-16 (-18) х (2) 3-4 мм, обратноланцетовидные, иногда продолговатые, острые. Лепестки внутри молочно-белые, снаружи имеют равномерно зелёные полосы. Плод — коробочка 1-1,3 х 0,6-0,8 (-1) см, семена округлые. Цветёт с апреля по май.
Вид распространён в Северной Африке (Алжир, Ливия, Марокко, Тунис), Западной Азии (Кипр, Иран, Израиль, Иордания), Южной Европе (Албания, Болгария, Греция, Италия, Франция, Испания [вкл. Канарские острова]). Растёт преимущественно на глинистых почвах.